# Barleria scabriuscula
Barleria scabriuscula är en akantusväxtart som beskrevs av Oskar Schwartz. Barleria scabriuscula ingår i släktet Barleria och familjen akantusväxter. Inga underarter finns listade i Catalogue of Life.